# 意动心理学
意动心理学是与冯特实验心理学同时期，并相对立的学说。创始人弗朗兹·布伦塔诺（1838-1917），又称奥国学派。
布伦塔诺认为，心理学的对象应该是感觉、判断等活动，这种活动被他成为心理的活动或意动。意动必须涉及一种内容，指向一个客体，它是离不开客体和内容独立存在的，所见，所听，所思之物是内容，见、闻、思维等就是意动。这与他同时期众多心理学家的观点大相径庭。布伦塔诺将意动分为三类：表象意动、判断意动、爱憎意动。其中后两类意动是在表象意动的基础上形成的。意动心理学具有非常强的思辨性，例如当意动本身成为意动的对象时，心理研究将会非常复杂。

## 学派
在布伦塔诺之后，他的学生厄棱费尔和麦农接受其思想，并在1890年-1900年间，创造并建立了形质学派。基素组成机体，但机体并不附着于元素的基素内，组成机体后，才可呈现出来，所以应该是一个形质或是一种新元素。厄棱费尔将形质区分为两种：时间的形质、空间的形质。
意动心理学与试验心理学争论的焦点其实就在于形质学说。
在十九世纪末。冯特的弟子屈尔佩与其脱离，并逐渐向布伦塔诺的意动心里学积极靠拢。屈尔佩试图解决实验心理学与意动心理学之间的矛盾，于是主张意动和内容的统一，并亲自领导此运动，产生了符茨堡学派。并且与布伦塔诺、麦农的学派想对抗，尽管他们都承认意动，但解释的方法却完全不同。屈尔佩和麦塞尔相继提出二重心理学。
意动心理学学者相继过世之后，1915年屈尔佩去世为终结，这门学派便未得到传承。但意动心理学重视意动或技能的研究，强调活动的重要，克服了心理学上元素主义和机械主义的不足。对于后期的策动心理学、格式塔心理学均有很大的启发作用。